# Kanton Champtoceaux
Champtoceaux is een voormalig kanton van het Franse departement Maine-et-Loire. Het kanton maakte deel uit van het arrondissement Cholet.

## Geschiedenis
Op 22 maart 2015 werd het kanton opgeheven en werden de gemeenten opgenomen in een nieuw kanton La Pommeraye. Op 15 december van datzelfde jaar fuseerden de gemeenten van het voormalige kanton tot één gemeente, die de naam Orée d'Anjou kreeg.

## Gemeenten
Het kanton Champtoceaux omvatte de volgende gemeenten:
- Bouzillé
- Champtoceaux (hoofdplaats)
- Drain
- Landemont
- La Varenne
- Liré
- Saint-Christophe-la-Couperie
- Saint-Laurent-des-Autels
- Saint-Sauveur-de-Landemont